# Classe Ramb
La classe Ramb est une classe constituée de quatre bananiers rapides de la marine marchande italienne, appartenant à la Regia Azienda Monopolio Banane, qui ont été transformés en croiseurs auxiliaires au début de la Seconde Guerre mondiale pour la Regia Marina.
La Regia Azienda Monopolio Banane (RAMB) a été créée par le décret-loi royal n° 2085 du 2 décembre 1935, publié au Journal officiel n° 291 du 14 décembre 1935.
La société a construit des entrepôts dans les principales villes italiennes et, pour transporter les bananes, elle a d'abord utilisé les navires frigorifiques existants.

## Histoire
Le ministère des Colonies du royaume d'Italie, qui contrôlait la société, avait besoin de transporter les bananes produites en Somalie, alors colonie italienne, vers la zone métropolitaine. Pour cette raison, il avait commandé quatre navires qui devaient avoir une autonomie suffisante pour effectuer le voyage de Mogadiscio à Naples sans arrêts intermédiaires et avec un chargement complet.
Sur la base de ces besoins, il a ordonné la construction de quatre navires frigorifiques destinés à être exploités par la Regia Azienda Monopolio Banane, deux devant être construits au chantier naval Ansaldo de Sestri Ponente et deux aux Cantieri Riuniti dell'Adriatico (CRDA) devant être construits au chantier naval de Monfalcone.
Fin 1937, le président de la société décide de créer des agences dans l'Adriatique à Rijeka, Venise, Trieste et Ancône.
Au début de la guerre, sur la base de dispositions législatives, la possibilité de les transformer en croiseurs auxiliaires est prévue, avec quatre canons simples de 120/40 mm sur le pont. Les matériaux pour la militarisation des navires étaient stockés à Massaoua pour deux unités et à Naples pour les deux autres.

## Caractéristique
Les 4 Ramb, conçus par l'ingénieur Luigi Barberis, major général des ingénieurs de la marine, étaient particulièrement recherchés par les exportateurs et les industriels en raison de leurs caractéristiques.
Les navires à moteur développaient une vitesse moyenne de 17 nœuds (31 km/h) et une vitesse maximale de 19,5 nœuds (36 km/h) et disposaient de 15 portiques de cargaison répartis comme suit : 12 de cinq tonnes, 1 de trente à l'avant, 1 de quinze à l'arrière et 1 de 1 500 kg pour l'appareil moteur.
Les Ramb pouvaient également transporter 12 passagers, dont l'hébergement avait été pris en charge au maximum. Les passagers avaient un pont qui leur était exclusivement réservé, clairement séparé de l'équipage. Les passagers étaient logés comme suit : 2 dans des appartements de luxe avec une chambre-salon et une salle de bains ; 10 dans cinq grands dortoirs à lits jumeaux, dont l'un avait une salle de bain et les quatre autres une salle de bain pour chaque paire de dortoirs.
La salle à manger était à l'avant, avec une vue dégagée vers l'avant et de chaque côté ; à bâbord et à tribord se trouvaient deux vérandas-fumeurs tous vitrés. La salle à manger, les vérandas-fumeurs et les cabines étaient climatisées.

## Navires de la classe
| Ramb I   | Ansaldo - Cantiere navale di Sestri Ponente, Sestri Ponente | 29 octobre 1936  | 22 juillet 1937 | 6 décembre 1937   | Transformé en croiseur auxiliaire le 9 juin 1940. Coulé par le croiseur HMNZS Leander le 27 février 1941 |
| Ramb II  | Cantieri Riuniti dell'Adriatico, Monfalcone                 | 14 décembre 1936 | 7 juin 1937     | 6 septembre 1937  | Transformé en croiseur auxiliaire en juin 1940. Sabordé le 9 septembre 1943, récupéré et mis en service par les forces japonaises sous le nom de Ikutagawa Maru, coulé par un bombardement aérien le 12 janvier 1945.                                                    |
| Ramb III | Ansaldo - Cantiere navale di Sestri Ponente, Sestri Ponente | 1936             | 1937            | 10 septembre 1940 | Transformé en croiseur auxiliaire le 11 juin 1940. Capturé par la Kriegsmarine le 9 septembre 1943. Rebaptisé Kiebitz. Coulé le 5 novembre 1944. Renfloué en 1948. Rebaptisé Galeb en service dans la marine yougoslave. Actuellement amarré dans un port près de Rijeka |
| Ramb IV  | Odero, Sestri Ponente                                       | 2 février 1916   | 5 mai 1917      | 19 juillet 1917   | Coulé par des bombardiers allemands près de Corfou le 24 septembre 1943. |

## Service
Au moment de la déclaration de guerre, seul le Ramb III se trouve en Méditerranée, tandis que les autres Ramb se trouvent en mer Rouge et sont donc coupés du territoire métropolitain. Dans cette situation, le Ramb I et Ramb II ont été armés comme croiseurs auxiliaires avec du matériel acheté à Massaoua, tandis que Ramb IV a été transformé en navire-hôpital.
Le Ramb I et le Ramb II ont eu très peu d'activités de combat dans la mer Rouge jusqu'à ce que, en février 1941, alors que les événements en Afrique orientale italienne les précipitaient, ils quittent Massaoua pour tenter de rejoindre le Japon.
Le Ramb I a été intercepté dans l'océan Indien par le croiseur néo-zélandais HMNZS Leander et coulé après un combat meurtrier le 27 février 1941.
Le Ramb II, qui est arrivé au Japon environ quatre semaines après avoir quitté Massaoua, a été utilisé comme navire de transport sous le nom de Calitea jusqu'à l'armistice (Armistice de Cassibile), lorsqu'il a été saboté par son équipage pour éviter qu'il ne tombe aux mains des Japonais. Reconstruit, il fut utilisé par la marine japonaise comme navire de transport et fut coulé le 12 janvier 1945 dans le port d'Osaka par un bombardement aérien américain, subissant ainsi exactement le même sort que le Ramb III.

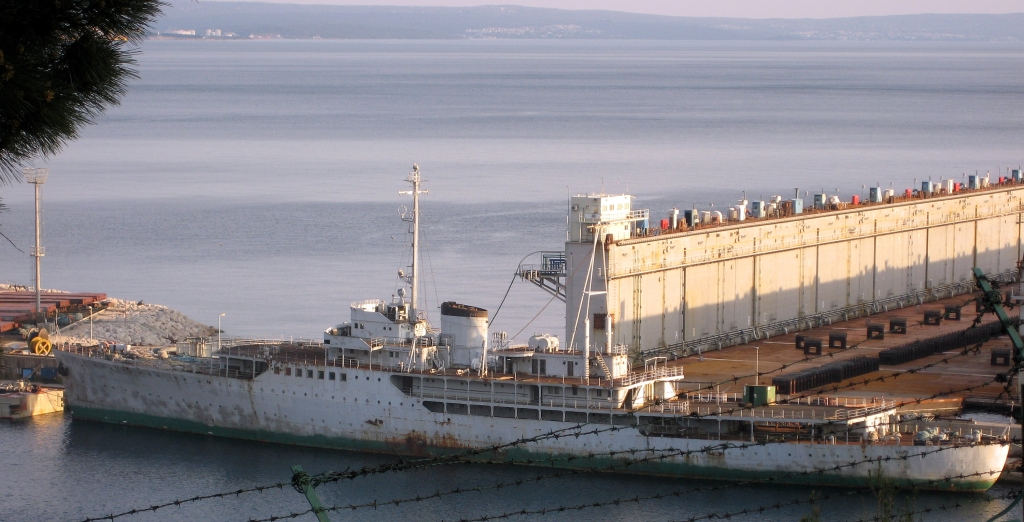
L'ancien Ramb III en 2008 amarré près de Rijeka

Le Ramb III, employé comme escorte en Méditerranée, fut touché par un sous-marin britannique dans le port de Benghazi, mais put revenir en Italie et fut transporté à Trieste, au chantier naval San Marco pour des travaux de restauration, qui étaient presque terminés, lorsque à la suite des événements qui suivirent l'armistice le navire est abandonné. Capturé par les Allemands, il est rebaptisé Kiebitz et utilisé comme mouilleur de mines. Le 5 novembre, alors qu'il était à l'ancre dans le port de Rijeka, il a été coulé lors d'un bombardement allié de la ville. À la fin de la Seconde Guerre mondiale, il a été sauvé par les Yougoslaves en 1947 et remis en état à Pula avec des travaux qui ont duré de 1948 à 1952 et rebaptisé Galeb. Dans la marine yougoslave, il a été tour à tour un navire d'entraînement pour les officiers stagiaires et un navire représentatif du dictateur Tito. Avec l'effondrement de la Yougoslavie, le navire a été attribué au gouvernement du Monténégro et laissé à l'abandon près de la baie de Boka Kotorska. Quelques années plus tard, il a été vendu à un homme d'affaires grec pour une éventuelle restauration, qui n'a pas eu lieu, et il est actuellement amarré dans un chantier naval près de Rijeka, en attendant que son sort soit décidé.
Le Ramb IV, à la chute de Massaoua, est arraisonné par la flotte britannique (malgré la protection de la Croix-Rouge) et, gardé comme proie de guerre, est envoyé en Méditerranée orientale comme navire auxiliaire (fin 1941, il porte encore les marques d'un navire-hôpital) et est coulé le 10 mai 1942 par une attaque aérienne allemande.